# Saudijski nuklearni program
Saudijski nuklearni program predmet je rasprava. Ne zna se točno, da li Saudijska Arabija ima program nuklearnog naoružanja. U službenim i javnim stajalištima, Saudijska je Arabija protivnik nuklearnog oružja na Bliskom istoku, nakon što je potpisala sporazum o neširenju nuklearnog oružja, te je član koalicije zemalja koje se zauzimaju za Bliski Istok bez nuklearnog naoružanja.
Međutim, tijekom godina došlo je do medijskih izvješća o namjeri Saudijske Arabije, da kupi nuklearno oružje od vanjskog izvora. Godine 2003., procurio je strateški dokument u kojem su saudijske vlasti razmatrale stav o nuklearnom naoružanju. 
Saudijska Arabije je od 1970-ih pomogla financirati pakistanski nuklearni program, a u 1990-ima irački nuklearni program. Kina i Saudijska Arabija dogovorile su 2012. godine, gradnju 16 nuklearnih elektrana do 2030.